# Santa Cruz FC
Santa Cruz Futebol Clube este o echipă de fotbal din Recife, Pernambuco, Brazilia. 

## Lotul actual
| Nr. |          | Poziție | Jucător                                        |
| --- | -------- | ------- | ---------------------------------------------- |
| 1   | Brazilia | P       | Tiago Cardoso (captain)                        |
| 2   | Brazilia | F       | Nininho                                        |
| 3   | Brazilia | F       | Danny Morais                                   |
| 4   | Brazilia | F       | Alemão                                         |
| 5   | Brazilia | M       | Wellington Cézar                               |
| 6   | Brazilia | F       | Lúcio                                          |
| 7   | Brazilia | M       | Nathan (împrumutat de la Internacional)        |
| 8   | Brazilia | M       | Bruninho (împrumutat de la Palmeiras)          |
| 9   | Brazilia | A       | Anderson Aquino (împrumutat de la Coritiba)    |
| 10  | Brazilia | M       | João Paulo (împrumutat de la Internacional)    |
| 11  | Brazilia | M       | Raniel                                         |
| 12  | Brazilia | P       | Fred                                           |
| 13  | Brazilia | F       | Diego Sacoman                                  |
| 14  | Brazilia | F       | João Carlos                                    |
| 15  | Brazilia | M       | Renatinho                                      |
| 16  | Brazilia | M       | Moradei                                        |
| 17  | Brazilia | M       | Guilherme Biteco (împrumutat de la Hoffenheim) |
| 18  | Brazilia | M       | Daniel Costa                                   |

| Nr. |          | Poziție | Jucător                                  |
| --- | -------- | ------- | ---------------------------------------- |
| 19  | Brazilia | A       | Waldison                                 |
| 20  | Brazilia | A       | Luisinho                                 |
| 21  | Brazilia | F       | Marlon                                   |
| 22  | Brazilia | M       | Lelê                                     |
| 23  | Brazilia | A       | Grafite                                  |
| 24  | Brazilia | P       | Bruno (împrumutat de la Palmeiras)       |
| 25  | Brazilia | A       | Neris (împrumutat de la Metropolitano)   |
| 26  | Brazilia | F       | Walter Marques                           |
| 27  | Brazilia | M       | Emerson Santos (împrumutat de la Grêmio) |
| 28  | Brazilia | M       | Bileu                                    |
| 29  | Brazilia | A       | Gllawcyo                                 |
| 30  | Brazilia | M       | William da Luz                           |
| 31  | Brazilia | M       | Pedro Castro (împrumutat de la Santos)   |
| 35  | Brazilia | M       | Edson Sitta                              |
| 36  | Brazilia | A       | Bruno Mineiro                            |
| 40  | Brazilia | P       | Wadson                                   |
| 99  | Brazilia | A       | Bruno Moraes                             |